# Heradida speculigera
Heradida speculigera là một loài nhện trong họ Zodariidae.
Loài này thuộc chi Heradida. Heradida speculigera được Rudy Jocqué miêu tả năm 1987.